# Yvan Attal
Pour les articles homonymes, voir Attal.
Ne doit pas être confondu avec Yves Attal.
Yvan Attal, né le 4 janvier 1965 à Tel-Aviv (Israël), est un acteur, réalisateur, scénariste et dialoguiste franco-israélien.

## Biographie

### Origines
Yvan Attal est le fils unique d'un père horloger et d'une mère au foyer d'Algérie, tous deux juifs séfarades, communauté dont les membres sont dotés de la citoyenneté française de plein droit depuis le décret Crémieux de 1870. 
À la fin de la guerre d'Algérie (1962), ses parents, comme 800 000 autres Français d'Algérie, prennent le chemin de l'exil, partant d'abord pour Israël, où Yvan naît au début de 1965. Six mois plus tard, se sentant discriminés en tant que juifs séfarades dans un État dominé par des élites ashkénazes,, ils décident de partir en France où ils s'installent dans une HLM à Créteil (Val-de-Marne).

### Enfance et formation
Enfant, Yvan Attal rêve de devenir footballeur, puis médecin. Ses parents, pendant qu'ils travaillent, le laissent passer ses après-midi au cinéma, permanent à l'époque. Il devient ainsi cinéphile, vouant un culte notamment à la trilogie du Parrain de Francis Ford Coppola.
Ayant échoué au baccalauréat (en 1983 ou en 1984), il redouble sa terminale pour abandonner le lycée en cours d'année. Il devient employé de commerce, d'abord dans la boutique de son père au centre commercial Créteil Soleil, puis dans un magasin de jeans à Paris. En 1985, à vingt ans, il entre comme élève au cours Florent sous la direction de Francis Huster.

### Carrière
Yvan Attal débute au théâtre en 1988 dans la pièce Biloxi Blues de Neil Simon, puis joue dans le téléfilm Parlez-moi d'amour d'Élie Chouraqui.
En 1989, il connaît son premier grand succès cinématographique, qui lance sa carrière d'acteur, en interprétant le rôle d'un squatteur ami du personnage d'Hippolyte Girardot dans le film Un monde sans pitié d'Éric Rochant. Sa prestation lui vaut le Prix Michel-Simon 1989 et le César du meilleur espoir masculin 1990. Éric Rochant lui confie les rôles principaux de ses deux films suivants, Aux yeux du monde (1991), où il rencontre sa future compagne Charlotte Gainsbourg, et Les Patriotes (1994), où il joue le rôle d'un jeune Français qui s'engage dans les services secrets israéliens.
En 1997, il reçoit le prix Jean-Gabin 1997 du meilleur jeune espoir masculin du cinéma français. Cette même année, il passe derrière la caméra dans un premier court métrage d'essai, I Got a Woman, avant d'enchaîner les succès en 2001 avec son film Ma femme est une actrice, une comédie inspirée de sa vie de couple avec Charlotte Gainsbourg, qu'il écrit, réalise et joue avec sa compagne, puis en 2004 avec Ils se marièrent et eurent beaucoup d'enfants avec sa compagne, Alain Chabat et Emmanuelle Seigner.
En 2006, Steven Spielberg lui confie un rôle dans son film historique Munich, relation de l'opération Colère de Dieu au cours de laquelle Israël a fait éliminer par le Mossad certains des commanditaires de la prise d'otages et de l'exécution, par le groupe terroriste palestinien Septembre noir, de plusieurs athlètes de la délégation israélienne lors des Jeux olympiques d'été de 1972 à Munich.
En 2023, il incarne le rôle de Luc Oursel, qui a dirigé de 2010 à 2014 le leader mondial du nucléaire Areva, dans La Syndicaliste, thriller franco-allemand sur le viol avec actes de barbarie subi à son domicile d'Auffargis en décembre 2012, par Maureen Kearney, cadre et syndicaliste CFDT d'Areva, lanceuse d'alerte sur les manœuvres politico-économiques de l'affaire Maureen Kearney, dont plusieurs points du scénario sont critiqués par la famille de Luc Oursel, le réalisateur Jean-Paul Salomé assumant le risque juridique.

### Vie privée
Depuis 1991, Yvan Attal est le compagnon de l'actrice et chanteuse Charlotte Gainsbourg, avec laquelle il a trois enfants : Ben (né en 1997), Alice (née en 2002) et Jo (née en 2011).
Bien qu'il se dise juif, sa judéité est pour lui un motif de perplexité : « Je suis né à Tel-Aviv, je suis juif, c’est irréfutable. Mais je vis en France, je suis Français, je suis un citoyen comme les autres. Je pourrais oublier totalement que je suis juif — je ne suis pas religieux, je ne mange pas casher, je ne fais pas shabbat, etc. Alors qu’est-ce qui fait que je suis juif ? Compliqué tout ça… » À l'occasion de la réalisation de son film Ils sont partout, Yvan Attal s'étonne d'être brusquement devenu pour la presse un acteur et réalisateur « franco-israélien ». Dans l'émission Thé ou Café du 21 mai 2016, il déclare : « Ça fait vingt-cinq ans que je fais des films, j'ai toujours été un acteur et réalisateur français ; depuis que j'ai dit que je faisais un film sur les clichés antisémites, je suis devenu un acteur et réalisateur franco-israélien ».

## Engagements
En septembre 2018, à la suite de la démission de Nicolas Hulot, Yvan Attal signe avec Juliette Binoche la tribune contre le réchauffement climatique intitulée « Le plus grand défi de l'histoire de l'humanité », en une du journal Le Monde, avec pour titre L'appel de 200 personnalités pour sauver la planète.

## Polémiques et prises de positions
En décembre 2023, il est signataire de la tribune en soutien à Gérard Depardieu alors accusé de viol, agression sexuelle et harcèlement sexuel. Il admet, dans les jours suivants, sur BFM TV, « [son] malaise avec cette pétition qui ne lui va pas totalement » et précise qu'il aurait demandé en vain la reformulation de certains passages de la tribune avant de la signer, mais affirme avoir signé « parce qu'il y avait quelque chose de plus fort que ce qui me dérangeait dans cette pétition ».
En avril 2024, sur Radio J, il dénonce la montée de l'antisémitisme, parlant entre autres, des manifestations antisionistes de Science-Po. Selon lui, l'antisionisme et être hostile à la politique d'Israël découle avant tout de « la haine du juif ».
En mars 2025, toujours sur Radio J, il théorisera que les Palestiniens auraient voulu se réapproprier l'histoire d'Israël et seraient envieux de la Shoah. Selon lui, le peuple palestinien souhaite être considéré comme victime de génocide car cela amènerait à émouvoir le monde, qui leur donnerait alors des territoires.

## Filmographie

### Scénariste
- 2001 : Ma femme est une actrice
- 2003 : Ils se marièrent et eurent beaucoup d'enfants
- 2016 : Ils sont partout
- 2023 : Un coup de dés

### Réalisateur
- 1997 : I Got a Woman (court métrage)
- 2001 : Ma femme est une actrice
- 2003 : Ils se marièrent et eurent beaucoup d'enfants
- 2008 : New York, I Love You (un sketch)
- 2012 : Do Not Disturb[20]
- 2016 : Ils sont partout
- 2017 : Le Brio
- 2019 : Mon chien Stupide
- 2021 : Les Choses humaines
- 2023 : Un coup de dés

### Acteur

#### Longs métrages
- 1989 : Romuald et Juliette de Coline Serreau : le juge
- 1989 : Un monde sans pitié d'Éric Rochant : Halpern
- 1991 : Mauvaise Fille de Régis Franc : Vincent
- 1991 : Aux yeux du monde d'Éric Rochant : Bruno Fournier
- 1991 : Amoureuse de Jacques Doillon : Paul
- 1992 : Après l'amour de Diane Kurys : Romain
- 1994 : Les Patriotes d'Éric Rochant : Ariel Brenner
- 1996 : Portraits chinois de Martine Dugowson : Yves
- 1996 : Saraka bô de Denis Amar : Taïeb
- 1996 : Delphine 1, Yvan 0 de Dominique Farrugia : un monsieur
- 1996 : Love, etc. de Marion Vernoux : Benoît
- 1997 : Alissa de Didier Goldschmidt : Luc Kaufmann
- 1998 : Cantique de la racaille de Vincent Ravalec : Gaston
- 1999 : Mes amis de Michel Hazanavicius : Éric
- 1999 : With or Without You (en) de Michael Winterbottom : Benoît
- 1999 : The Criminal de Julian Simpson (en) : Mason
- 2000 : Le Prof d'Alexandre Jardin : Hippolyte
- 2001 : Ma femme est une actrice de lui-même : Yvan
- 2001 : La Découverte du monde d'Ivan Taïeb
- 2001 : And Now... Ladies and Gentlemen de Claude Lelouch : David
- 2001 : La Merveilleuse Odyssée de l'idiot toboggan de Vincent Ravalec
- 2002 : Bon Voyage de Jean-Paul Rappeneau : Raoul
- 2003 : Il est plus facile pour un chameau... de Valeria Bruni Tedeschi : un homme dans le parc
- 2003 : Ils se marièrent et eurent beaucoup d'enfants de lui-même : Vincent
- 2004 : Un petit jeu sans conséquence de Bernard Rapp : Bruno
- 2004 : L'Interprète (The Interpreter) de Sydney Pollack : Philippe
- 2005 : Anthony Zimmer de Jérôme Salle : François Taillandier
- 2006 : Munich de Steven Spielberg : Tony
- 2006 : Le Candidat de Niels Arestrup : Michel Dedieu
- 2006 : Le Serpent d'Éric Barbier : Vincent
- 2007 : Rush Hour 3 de Brett Ratner : George
- 2007 : Je suis venu pour elle d'Ivan Taïeb : Max
- 2009 : Le Bal des actrices de Maïwenn : lui-même
- 2009 : Partir de Catherine Corsini : Samuel
- 2009 : Les Regrets de Cédric Kahn : Mathieu Lievin
- 2009 : Rapt de Lucas Belvaux : Stanislas Graff
- 2011 : RIF de Franck Mancuso : Stéphane Monnereau
- 2012 : Dans la tourmente de Christophe Ruggia : Max
- 2012 : 38 témoins de Lucas Belvaux[21] : Pierre Morvand
- 2012 : Do Not Disturb de lui-même : Ben Azuelos
- 2012 : Le Casse de Central Park de Brett Ratner : lui-même (scène coupée)
- 2014 : Son épouse de Michel Spinosa : Joseph de Rosa
- 2014 : Le Dernier Diamant d'Éric Barbier : Simon Carrera
- 2016 : Ils sont partout de lui-même : Yvan
- 2016 : Le ciel attendra de Marie-Castille Mention-Schaar : Yvan, le père de Mélanie
- 2017 : Raid dingue de Dany Boon : Viktor
- 2017 : Rock'N'Roll de Guillaume Canet : Yvan, le producteur de Guillaume
- 2019 : Mon bébé de Lisa Azuelos : Franck
- 2019 : Mon chien Stupide de lui-même : Henri
- 2019 : Seberg de Benedict Andrews (en) : Romain Gary
- 2021 : 8 Rue de l'Humanité de Dany Boon : Jean-Paul Gabriel
- 2022 : Maestro(s) de Bruno Chiche : Denis Dumar
- 2023 : La Syndicaliste de Jean-Paul Salomé : Luc Oursel
- 2023 : Un coup de dés de lui-même : Mathieu
- 2024 : Frères d'Olivier Casas : Michel
- 2024 : Maria de Jessica Palud : Daniel Gélin
- 2024 : Libre de Mélanie Laurent : Georges Moréas
- 2025 : Bastion 36 d'Olivier Marchal : Charles Balestra

#### Courts métrages
- 1991 : Cauchemar blanc de Mathieu Kassovitz
- 2013 : Délicate Gravité de Philippe André
- 2016 : En moi de Laetitia Casta : le metteur en scène[22]

#### Télévision
- 2007 : La Traque de Laurent Jaoui : Serge Klarsfeld
- 2018 : Ad Vitam de Thomas Cailley : Darius
- 2022 : Capitaine Marleau de Josée Dayan : Paul Vignelli (saison 4, épisode 7 : La Der des der)
- 2023 : Bardot de Christopher Thompson et Danièle Thompson : Raoul Lévy (mini-série)
- 2023 : D'argent et de sang de Xavier Giannoli : Anton Zagury (mini-série)
- 2024 : Sur la dalle de Josée Dayan : commissaire Jean-Baptiste Adamsberg

#### Doublage
Yvan Attal assure également sa propre post-synchronisation pour ses rôles dans des films non francophones.

##### Films
- Tom Cruise[23].
  - Eyes Wide Shut (1999) : Dr William « Bill » Harford
  - Mission impossible 2 (2000) : Ethan Hunt
  - Vanilla Sky (2001) : David Aames
  - Minority Report (2002) : John Anderton
- 2006 : Penelope : Max (James McAvoy)

##### Films d'animations
- 2018 : L'Île aux chiens : King[24]

### Présentateur
- 2014-2015 : Frères d'armes de Rachid Bouchareb et Pascal Blanchard : présentation de Romain Gary et Roger Sauvage (série télévisée historique)

### Narrateur
- 2015 : Jusqu'au dernier : la destruction des juifs d'Europe de William Karel (documentaire)

## Théâtre
- 2012-2013 : Race de David Mamet, mise en scène Pierre Laville à la Comédie des Champs-Élysées et en tournée
- 2018 : Le Fils de Florian Zeller, mise en scène Ladislas Chollat à la Comédie des Champs-Élysées
- 2023 : Vidéo Club de Sébastien Thiéry, mise en scène Jean-Louis Benoît, théâtre Antoine

## Distinctions

### Décoration
- Officier de l'ordre national du Mérite[25]

### Récompenses
- Prix Michel-Simon 1989
- César 1990 : César du meilleur espoir masculin pour Un monde sans pitié
- Prix Jean-Gabin 1997
- Prix Romain-Gary 2022[26]

### Nominations
- César 2004 : César du meilleur acteur dans un second rôle pour Bon Voyage
- César 2010 : César du meilleur acteur pour Rapt
- Molières 2018 : Molière du comédien dans un spectacle de théâtre privé pour Le Fils
- César 2022 : César de la meilleure adaptation pour Les Choses humaines